# 空港特警組
空港特警組（くうこうけいさつぐみ）または機場特警組（きじょうとっけいぐみ、通称：機場特警；英語: Airport Security Unit、ASU）は、香港警察による香港国際空港の警備部隊。

## 装備

### 小火器
- FN ブローニング・ハイパワー (退役)
- グロック17
- ベネリM1
- H&K MP5A3
- KAC SR-16
- レミントンM700
- H&K PSG1

### 車両
- メルセデス・ベンツ・スプリンター
- イヴェコ・デイリー
- 三菱・パジェロ
- トヨタ・ランドクルーザープラド
- トヨタ・コースター
- 三菱ふそう・ローザ
- メルセデス・ベンツ・アテゴ（戦術バス）

## 登場作品
- 『機場特警』 - 空港特警隊を題材にした2020年のテレビドラマ。

その他、多数の映画、テレビドラマに登場する。